# BroadbandTV Corp
BroadbandTV Corporation es una empresa canadiense de medios  digitales fundada por el CEO Shahrzad Rafati en 2005. En 2019, la empresa fue la segunda propiedad de vídeo más grande por espectadores únicos, según comScore. Su oficina central se encuentra en Vancouver, Columbia Británica, Canadá. Los clientes de BBTV incluyen la NBA, Viacom y Sony Pictures.

## Historia

### 2005-2009
BBTV se fundó como una empresa de decodificadores OTT en 2005, pero la empresa pronto recurrió al espacio de vídeo digital. La idea de Rafati era crear un software que cambiaría la forma en que las empresas enfrentaban la piratería, lo que dio como resultado una tecnología que permitía a las empresas reclamar y monetizar el contenido subido por los aficionados.
En 2009, la NBA se convirtió en cliente de BBTV y el éxito de monetizar las imágenes de la NBA en los videos de los fanáticos hizo que organizaciones como Sony Pictures se registraran rápidamente. BBTV se expandió para trabajar con canales individuales de YouTube que también querían monetizar su contenido.

### 2010-2015
El grupo de medios europeo RTL compró el 51% de BBTV en 2013 por $36 millones.
En el otoño de 2014, BBTV abrió oficinas en la ciudad de Nueva York para albergar la división de entretenimiento de marca de la compañía, que negocia acuerdos entre creadores de contenido y marcas.
Para diciembre de 2015, BBTV se había convertido en la MCN número uno a nivel mundial, superando a Maker Studios de Disney. Después de eso, la empresa comenzó a crear más contenido internamente.

### 2016-presente
En 2016, BBTV trasladó su oficina de Vancouver a un espacio más grande.
Amplió su relación laboral con Sony Pictures en 2018 al lanzar conjuntamente el canal oficial de YouTube Breaking Bad.
En el mismo año, BBTV también lanzó su división interactiva dedicada a juegos originales y aplicaciones móviles creadas en torno a audiencias IP digitales, así como sus servicios de distribución y etiqueta para artistas.
En 2019, BBTV anunció que su contenido obtuvo 575 millones de espectadores únicos cada mes, lo que lo coloca en segundo lugar después de Google en términos de toda la audiencia mensual de Internet, según un estudio de comScore de febrero de 2019.

## Inversiones, asociaciones y adquisiciones
En junio de 2013, BroadbandTV recibió una colocación privada de $36 millones de RTL Group. Esto marcó la colocación privada más grande en una empresa de medios de Internet en Canadá desde 2007.
En abril de 2014, la productora de televisión FremantleMedia se asoció con BroadbandTV para identificar y administrar el contenido subido por los usuarios en YouTube para más de 200 programas, incluidos American Idol, The Price Is Right, America's Got Talent, Baywatch y The X Factor. En septiembre de 2014, BBTV firmó un acuerdo de contenido original de varios años con el estudio digital de FremantleMedia North America, Tiny Riot "para producir programación original en los géneros de entretenimiento, juegos y música". 
En agosto de 2014, BBTV renovó su acuerdo existente de administración de derechos de YouTube con la Asociación Nacional de Baloncesto para administrar el contenido subido por fanáticos en el sitio. El canal de la NBA es el canal de deportes profesionales más grande de YouTube, con más de 5,6 millones de suscriptores y más de 2200 millones de páginas vistas en el momento de la renovación. En 2016, BBTV y The NBA también lanzaron NBA Playmakers, una nueva marca de entretenimiento digital centrada en la cultura del baloncesto.
En abril de 2015, BroadbandTV adquirió YoBoHo, que opera la marca infantil HooplaKidz en YouTube. HooplaKidz es el primer productor digital educativo preescolar y K-12 más grande de YouTube.
En el verano de 2015, BroadbandTV se asoció con el sitio web líder de análisis de YouTube SocialBlade "para suministrar datos y servicios a su comunidad de usuarios". SocialBlade ofreció anteriormente una asociación a través del programa de asociación de nivel de entrada de Maker Studios, Maker Gen.
En agosto de 2020, Jukin Media anunció asociaciones con BroadbandTV y Fullscreen.

## Marcas de tecnología
Sus bandas tecnológicas incluyen VISO Catalyst,  VISO NOVI,[cita requerida] y VISO Prism.